# Lexington Steele
Lexington Steele, pseudonimo di Clifton Todd Britt (Atlantic City, 28 novembre 1969), è un attore pornografico e regista pornografico statunitense di etnia afroamericana.
Proprietario della Mercenary Motion Pictures, Steele è il primo attore ad avere vinto l'AVN Award come interprete maschile dell'anno (Male Performer of the Year) per tre volte.

## Biografia

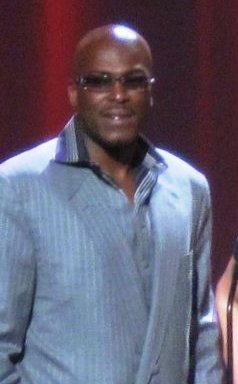
Steele agli AVN Awards 2010

Clifton Todd Britt è nato il 28 novembre 1969 in una cittadina sconosciuta del New Jersey. Dopo aver studiato alla Morristown High School ha frequentato il Morehouse College nella città di Atlanta (in Georgia) per due anni, conseguendo i diplomi in storia e in studi afroamericani all'Università di Syracuse nel 1993. Successivamente ha fatto tirocinio come intermediario presso la società M S Farrell nel 1993 e dopo aver ottenuto la licenza si è trasferito all Oppenheimer Financial nel World Trade Center. Ha affermato che se avesse mantenuto il lavoro sarebbe stato nell'edificio anche durante gli attentati dell'11 settembre 2001.
In un'intervista del 2015 al periodico statunitense Adult Video News (AVN) ha parlato di quando ha deciso di lasciare il suo vecchio lavoro come intermediario per entrare nell'industria del porno: «Una volta ottenuta la licenza mi si è aperta una porta per un nuovo lato ricreazionale dell'industria. Il ragazzo che mi allenava mi ha invitato a una festa nella stanza lussuosa di un motel che è finita per diventare una festa piena di sesso come quelle avvenute nel film Wolf of Wall Street. Non passò molto tempo prima che un grande regista da Los Angeles mi ha dato un lavoro e mi ha suggerito di partecipare al congresso annuale dell'industria del porno a Las Vegas», mentre per quanto riguarda la sua decisione di cambiare carriera ha detto: «Gli ho detto che non è come se fossi già un padrone dell'universo. Stavo lavorando dalle 12-14 ore sei giorni alla settimana. Ho fatto milioni, ma la qualità della mia vita non era proporzionata». Steele ha detto che il suo nome d'arte è nato durante i giorni in cui lavorava come intermediario, più precisamente quando ha preso la metropolitana per visitare un cliente (a quel tempo aveva già deciso di diventare un attore pornografico e di utilizzare Steel come cognome) a Midtown Manhattan e di essere stato colpito dal suono dell'incrocio del viale Lexington Avenue. Nell'aprile 1996 ha iniziato ad apparire in film pornografici nella città di New York. Ha ottenuto una certa notorietà apparendo in una produzione amatoriale interrazziale insieme a Lynn Carroll, una donna matura (MILF) che avrebbe preso parte a diverse altre scene con Steele. Nel marzo 1998 si è trasferito a Los Angeles per dedicarsi a tempo pieno alla sua nuova carriera, inizialmente girando scene per case di produzioni come la West Coast Productions e il regista Spunky, prima di apparire in videocassette prodotte da Anabolic e Diabolic. All'inizio del 2004 si è unito per un breve periodo alla Red Light District Video.
Steele si esibisce e dirige esclusivamente per la sua casa di produzione, la Mercenary Motion Pictures (con sede a Encino), che ha fondato nel 2003 e di cui è presidente e direttore operativo sin dal 2005, con un profitto annuale di 2,6 milioni di dollari. Nel 2013 si è unito anche alla lista di registi per lo studio Evil Angel. Steele ha lavorato come modello e ha recitato in diversi ruoli minori di serie televisive. Nel 2007 è infatti apparso in due puntate della serie televisiva in onda su Showtime intitolata Weeds, mentre nel 2009 è apparso nel film Crank 2: High Voltage e in una puntata della serie televisiva FX Nip/Tuck.

## Vita privata
Steele è stato sentimentalmente legato alla collega attrice e regista Vanessa Blue dal 1999 al 2006 e la coppia è apparsa insieme sia su Playboy TV (più precisamente nel programma televisivo durato due stagioni e intitolato Lex in the City) sia in diversi altri film prima di separarsi nel giugno 2006. Nel 2008 la coppia si è fatta causa a vicenda per il possesso di numerosi video che erano apparsi in passato sotto l'etichetta Mercenary Pictures, tuttavia raggiungendo un accordo nel marzo 2009. Essendosi diplomato in storia e in studi afro-americani ha sviluppato la consapevolezza della politica statunitense e dei diritti degli afroamericani, esprimendo il suo sostegno per la campagna presidenziale di Barack Obama nel 2008. Al febbraio 2016 Steele era sposato con la collega franco-canadese Savana Styles.

## Riconoscimenti
- 2000: AVN Award for Best Anal Sex Scene (video) – Whack Attack 6 (con Anastasia Blue)[14]
- 2000: AVN Award – Male Performer of the Year[14]
- 2001: AVN Award for Best Couples Sex Scene (video) – West Side (con Inari Vachs)[15]
- 2002: AFW Award – American Male Performer of the Year[16]
- 2002: AVN Award – Male Performer of the Year[17]
- 2002: XRCO Award – Best Threeway Sex Scene – Up Your Ass 18 (con Aurora Snow e Mr. Marcus)[18]
- 2002: XRCO Award – Male Performer of the Year[18]
- 2003: AFW Award – Best Sex Scene (Video) – Lex the Impaler 2 (con Alexa Rae)[19]
- 2003: AFW Award – Best Anal Sex Scene (Video) – Up Your Ass 19 (con Belladonna)[19]
- 2003: AFW Award – American Male Performer of the Year[19]
- 2003: AVN Award – Male Performer of the Year[20]
- 2003: AVN Award for Best Anal Sex Scene (video) – Babes in Pornland: Interracial Babes (con Jewel De'Nyle)[20]
- 2003: AVN Award for Best Couples Sex Scene (video) – Lex the Impaler 2 (con Alexa Rae)[20]
- 2003: FOXE Award – Male Performer of the Year[21]
- 2003: Venus Award – Best Actor (USA)[22]
- 2004 FOXE Award – Favorite Male Performer[23]
- 2004: NightMoves Award – Best Actor (Fan's Choice)[24]
- 2005: AVN Award for Best Anal Sex Scene (video) – Lex Steele XXX 3 (con Katsumi)[25]
- 2005: FOXE Award – Male Fan Favorite[26]
- 2005: XRCO Award – Sex Scene (Couple) – XXX (con Katsumi)[27]
- 2008: Urban Spice Award – Crossover Male[28]
- 2008: Urban Spice Award – Visionary (pari merito con Alexander Devoe)[28]
- 2009: AVN Hall of Fame[29]
- 2009: XRCO Hall of Fame[30]
- 2009: Hot d'or Award – Best American Male Performer[31][32]
- 2010: Urban X Award – Best Couple Sex Scene – MILF Magnet 4 (con Nyomi Banxxx)[33]
- 2010: Urban X Award – Best Gonzo Director[33]
- 2011: Urban X Award – Director of the Year[34]

## Filmografia parziale

### Attore
- Lynn Gets The Big One (1994)
- Black Girls Like Gang Bangs Too (1995)
- Afrodisiac 3 (1997)
- Erotic Fantasies 1 (1997)
- Erotic Intro 1 (1997)
- 24/7 10: Coolin' With Da Hunnys (1998)
- Action Sports Sex 1 (1998)
- Adventures of High Fly (1998)
- Anal Inspection Service 1 (1998)
- Ass Openers 17 (1998)
- Black Buttman 3 (1998)
- Black Knockers 45 (1998)
- Boogie Butts (1998)
- Booty Talk 2 (1998)
- Booty Talk 4: Jammin At The Lake (1998)
- Bootylicious 21: Don't Hate Me Cuz I'm Bootyful (1998)
- Bootylicious 22: Alabama Black Snake (1998)
- Bow Down Back Street 2 (1998)
- Caramel Luv (1998)
- Cumm Sistas 5 (1998)
- Divine Rapture (1998)
- Dripping Wet (1998)
- Eros (1998)
- Erotic Intro 2 (1998)
- Flesh Pot (1998)
- Freaks Whoes And Flows 7 (1998)
- Friend To The Black Man (1998)
- Gangbang Auditions 1 (1998)
- Gangbang Girl 23 (1998)
- Gangbang Girl 24 (1998)
- Gangland 2 (1998)
- Gettin' Sticky With It (1998)
- How To Throw A Great Stag Party (1998)
- I Swallow 1 (1998)
- Illusions (1998)
- I've Never Done This Before (1998)
- Junior College Transfers (1998)
- Kelly Meats Lex (1998)
- Lewd Conduct 3 (1998)
- Make The Bitches Beg (1998)
- Manhattan Black 1: Gettin' Jiggy (1998)
- Manhattan Black 2: Razin' Da Roof (1998)
- Manhattan Black 3: Hookin' Ya Up (1998)
- Mercedes Rides the Stars (1998)
- Midori's Secret (1998)
- Mr. Marcus' Neighborhood 4 (1998)
- My Baby Got Back 15 (1998)
- My Baby Got Back 16 (1998)
- Nasty Nymphos 22 (1998)
- Nasty Nymphos 23 (1998)
- Nasty Video Magazine 2 (1998)
- New York Taxi Tales 2 (1998)
- New York Uncovered 3 (1998)
- New York Uncovered 4 (1998)
- Nice Rack 1 (1998)
- Nici Nici Bang Bang (1998)
- Open Wide And Say Ahh! 2 (1998)
- Penitent Flesh (1998)
- Pussyman's Naughty College Nymphos (1998)
- Rage (1998)
- Scenes from the Oral Office (1998)
- Search For The Snow Leopard (1998)
- Sensational Erotic Superstar Kandace Kapri (1998)
- Size Matters 3 (1998)
- Skinflick (1998)
- Sodomized Delinquents 1 (1998)
- Sunset, Inc. (1998)
- Tales From The Black Side 3 (1998)
- Tales From The South Side (1998)
- Up Your Ass 9 (1998)
- Whack Attack 3 (1998)
- White Trash Whore 10 (1998)
- White Trash Whore 7 (1998)
- World Sex Tour 16 (1998)
- 18...Barely (1999)
- 2 on 1 1 (1999)
- 2 on 1 2 (1999)
- 2 on 1 3 (1999)
- Ass to Mouth (1999)
- Big Tit Squirt Queens (1999)
- Black Oil (1999)
- Black Pearls 2 (1999)
- Black Pearls 3 (1999)
- Black Pearls 4 (1999)
- Black Pearls 6 (1999)
- Blowjob Adventures of Dr. Fellatio 18 (1999)
- Blowjob Adventures of Dr. Fellatio 20 (1999)
- Body Language (1999)
- Boobcage 4 (1999)
- Booty Talk 10: Hot Buttered Sex (1999)
- Booty Talk 12: Ahh The Sweet Smell Of Pussy (1999)
- Booty Talk 13: West Coast Booty Girls (1999)
- Booty Talk 6 (1999)
- Booty Talk 7 (1999)
- Brown Sugah Babes 3 (1999)
- Brown Sugah Babes 4 (1999)
- Butt Banged Hitchhiking Whores (1999)
- Caught in the Act (III) (1999)
- Creme De La Face 33: Twins, Tarts & Tushies (1999)
- Cumback Pussy 20 (1999)
- Cumback Pussy 25 (1999)
- Cumm Brothers 21: Return of the Cumm Brothers (1999)
- Cumm Sistas 6 (1999)
- Curbside Cuties 3 (1999)
- Deep Inside Anna Malle (1999)
- Dirty Black Fuckers 3 (1999)
- Down the Hatch 1 (1999)
- Down the Hatch 2 (1999)
- Ebony Erotica 1 (1999)
- Erotic Fantasies 4 (1999)
- Erotic Intro 3 (1999)
- Executive Mission (1999)
- Extremely Yours, Jessica Darlin (1999)
- Extremely Yours, Stryc-9 (1999)
- Eyes of Desire 2: Taking It to the Limit (1999)
- Fade 2 Black 3 (1999)
- Filthy First Timers 14 (1999)
- Freaks of the Industry 1 (1999)
- Freaks of the Industry 2 (1999)
- Freaks Whoes And Flows 11 (1999)
- Freaks Whoes And Flows 12 (1999)
- Freaks Whoes And Flows 13 (1999)
- Freaks Whoes And Flows 15 (1999)
- Gang Bang Angels 3 (1999)
- Gang Bang Slut 6 (1999)
- Gang Bang Slut 7 (1999)
- Gangbang Auditions 2 (1999)
- Gangbang Auditions 3 (1999)
- Gangbang Auditions 4 (1999)
- Gangbang Girl 25 (1999)
- Gangland 4 (1999)
- Gangland 5 (1999)
- Gangland 6 (1999)
- Gangland 7 (1999)
- Gangland 8 (1999)
- Gangland 9 (1999)
- Heat (1999)
- Honeywood (1999)
- Hot Bods And Tail Pipe 11 (1999)
- I Swallow 2 (1999)
- Indigo Moods (1999)
- Initiations 1 (1999)
- Jail Babes 4 (1999)
- Johnny Swinger Show (1999)
- Lewd Conduct 5 (1999)
- Little White Chicks... Big Black Monster Dicks 1 (1999)
- Little White Chicks... Big Black Monster Dicks 2 (1999)
- Little White Chicks... Big Black Monster Dicks 3 (1999)
- Little White Chicks... Big Black Monster Dicks 4 (1999)
- Major League Azz 1 (1999)
- Make The Bitches Beg 2 (1999)
- Millennium (1999)
- Mr. Marcus' Neighborhood 5 (1999)
- My Baby Got Back 17 (1999)
- My Baby Got Back 18 (1999)
- My Baby Got Back 19 (1999)
- Nasty Nymphos 25 (1999)
- Nasty Video Magazine 5 (1999)
- Naughty College School Girls 3 (1999)
- New York Under the Covers: Sex Stories (1999)
- Nymph Fever 1 (1999)
- Off Da Hook 2 (1999)
- Panochitas 2 (1999)
- Panochitas 3 (1999)
- Panochitas 4 (1999)
- Panochitas 5 (1999)
- Party Girls 4: Viva Las Vegas (1999)
- Peckers (1999)
- Pickup Lines 37 (1999)
- Pickup Lines 39 (1999)
- Please 6: Quick Service Girls (1999)
- Pussyman's American Cocksucking Championship 4 (1999)
- Pussyman's Return of the Campus Sluts (1999)
- Rocks That Ass 1 (1999)
- Rocks That Ass 6: Octoberpussy (1999)
- Rookie Cookies 4 (1999)
- Sex Offenders 7 (1999)
- Sex Offenders 8 (1999)
- Sex Offenders 9 (1999)
- Short Shorts (1999)
- Sodomania: Gang Bang 1 (1999)
- Sodomania: Orgies 1 (1999)
- Something Fo' Yo' Mouth 1 (1999)
- Street Meat 1 (1999)
- Sugar 2 (1999)
- Sugarwalls 11 (1999)
- Sugarwalls 12 (1999)
- Sugarwalls 14 (1999)
- Sugarwalls 15 (1999)
- Super Freaks 1 (1999)
- Super Freaks 3 (1999)
- Tai Blow Job (1999)
- Taste of Mocha (1999)
- Tushy Anyone (1999)
- Up and Cummers 66 (1999)
- Up Your Ass 10 (1999)
- Up Your Ass 11 (1999)
- Up Your Ass 12 (1999)
- Up Your Ass 13 (1999)
- Very Bad Things (1999)
- Video Adventures of Peeping Tom 18 (1999)
- Wax That Ass 1 (1999)
- Wetter The Better (1999)
- Whack Attack 5 (1999)
- Whack Attack 6 (1999)
- Wildlife 6: Lifestlyes and Swingers (1999)
- World Sex Tour 19 (1999)
- World Sex Tour 20 (1999)
- World Sex Tour 21 (1999)
- World's Biggest Gang Bang 3: Houston 620 (1999)
- Ally McFeal (2000)
- Anally Exposed (2000)
- Ass Angels 1 (2000)
- Behind the Scenes 5 (2000)
- Behind the Scenes 7 (2000)
- Being With Juli Ashton (2000)
- Black Balled (2000)
- Black Pearls 8 (2000)
- Black Pearls 9 (2000)
- Black Up in Her 2 (2000)
- Booty Talk 14: Spunkylennium Party 2000 (2000)
- Booty Talk 16: Spunky's Sex Party (2000)
- Booty Talk 17 (2000)
- Booty Talk 18 (2000)
- Booty Talk 19 (2000)
- Booty Talk 20 (2000)
- Bootylicious 33: Get Whitey (2000)
- Bottom Dweller 6: Sex After Death (2000)
- Bring 'um Young 3 (2000)
- Cellar Dweller 3 (2000)
- Champagne's L.A. Sex Edition (2000)
- Chasing The Big Ones 1 (2000)
- Chasing The Big Ones 2 (2000)
- Chasing The Big Ones 3 (2000)
- Chasing The Big Ones 4 (2000)
- Chasing The Big Ones 5 (2000)
- Coed Devirginizations (2000)
- Crystal Dreams (2000)
- Cum Sucking Whore Named Adriana Sage (2000)
- Cumback Pussy 29 (2000)
- Cumback Pussy 35 (2000)
- Cumback Pussy 38 (2000)
- Dare (2000)
- Dirty Deeds Done Dirt Cheap 1 (2000)
- Dirty Deeds Done Dirt Cheap 3 (2000)
- DNA 1: Deep 'n Ass (2000)
- Down the Hatch 3 (2000)
- Down the Hatch 4 (2000)
- Extreme Revolution (2000)
- Extreme Teen 8 (2000)
- Filth Files 1 (2000)
- Filthy First Timers 25 (2000)
- Fleshtones (2000)
- Freaks of the Industry 3 (2000)
- Freaks Whoes And Flows 17 (2000)
- Fresh Meat 10 (2000)
- Fuck Pigs 4 (2000)
- Fuckumentary 2 (2000)
- Gang Bang Angels 10 (2000)
- Gang Bang Angels 9 (2000)
- Gangbang Auditions 5 (2000)
- Gangbang Girl 26 (2000)
- Gangbang Girl 27 (2000)
- Gangland 10 (2000)
- Gangland 11 (2000)
- Gangland 12 (2000)
- Gangland 14 (2000)
- Gangland 15 (2000)
- Goo Gallery 1 (2000)
- Hardcore (2000)
- Heavy Metal 1 (2000)
- Ho Bangin (2000)
- Hot Bods And Tail Pipe 16 (2000)
- Hot Bods And Tail Pipe 17 (2000)
- Hot Latin Pussy Adventures 4 (2000)
- In the Thick 1 (2000)
- Initiations 2 (2000)
- Initiations 3 (2000)
- Initiations 4 (2000)
- Inner City Black Cheerleader Search 41 (2000)
- Last Breath (2000)
- Lewd Conduct 7 (2000)
- Lewd Conduct 8 (2000)
- Linda's Gangbang: Swedish Meatball (2000)
- Little White Chicks... Big Black Monster Dicks 5 (2000)
- Little White Chicks... Big Black Monster Dicks 6 (2000)
- Little White Chicks... Big Black Monster Dicks 7 (2000)
- Little White Chicks... Big Black Monster Dicks 8 (2000)
- Little White Chicks... Big Black Monster Dicks 9 (2000)
- Marissa (2000)
- Matador 9: 18 Holes - Passion On The Green (2000)
- Mission to Uranus (2000)
- My Baby Got Back 21 (2000)
- Nasty Nymphos 28 (2000)
- Nasty Nymphos 29 (2000)
- Naughty Wives Club 4 (2000)
- New Breed 2 (2000)
- New Breed 3 (2000)
- Nice Rack 5 (2000)
- Open Wide And Say Ahh! 5 (2000)
- Open Wide And Say Ahh! 6 (2000)
- Oral Consumption 1 (2000)
- Oral Consumption 2 (2000)
- Panochitas 6 (2000)
- Panochitas 7 (2000)
- Party Trash (2000)
- Pickup Lines 57 (2000)
- Pirate Deluxe 11: Academy (2000)
- Planet of the Gapes 3 (2000)
- Please 10: Angels and Whores (2000)
- Please 13: Good Luck (2000)
- Pornocide (2000)
- Pretty Young Things 3 (2000)
- Private XXX 11: High Level Sex (2000)
- Psycho Pussy (2000)
- Puppeteer (2000)
- Rocks That Ass 9: Mack My Ass Up (2000)
- Service Animals 1 (2000)
- Sex Deluxe (2000)
- Sex Spell (2000)
- Shades of Sex 1 (2000)
- Signature Series 4: Cheyenne Silver (2000)
- Sodomania 34 (2000)
- Sodomania: Slop Shots 8 (2000)
- Staff (2000)
- Sugarwalls 21 (2000)
- Super Freaks 11 (2000)
- Super Freaks 4 (2000)
- Taken (2000)
- There's Something About Jack 12 (2000)
- There's Something About Jack 5 (2000)
- There's Something About Jack 6 (2000)
- There's Something About Jack 7 (2000)
- Tight-ass Lowriders (2000)
- Trailer Trash Nurses 1 (2000)
- Underworld (2000)
- Un-natural Sex 1 (2000)
- Up Your Ass 14 (2000)
- Up Your Ass 15 (2000)
- Up Your Ass 16 (2000)
- Video Adventures of Peeping Tom 23 (2000)
- Voyeur 17 (2000)
- We Go Deep 5 (2000)
- West Side (2000)
- Whack Attack 7 (2000)
- WickedGirl.com (2000)
- World Sex Tour 22 (2000)
- World Sex Tour 23 (2000)
- 2 on 1 10 (2001)
- Ass Worship 1 (2001)
- Asses Galore 16 (2001)
- Assman 16 (2001)
- Assman 17 (2001)
- Balls Deep 1 (2001)
- Balls Deep 2 (2001)
- Balls Deep 3 (2001)
- Behind the Scenes 8 (2001)
- Black Bastard 1 (2001)
- Black Dicks in White Chicks 1 (2001)
- Black on Black 1 (2001)
- Black Pussy Search 2 (2001)
- Black Pussy Search 3 (2001)
- Booty Talk 23 (2001)
- Booty Talk 25 (2001)
- Bring 'um Young 6 (2001)
- Bring 'um Young 7 (2001)
- Buttman's Butt Freak 3 (2001)
- Can't Get Enough (2001)
- Chasing The Big Ones 10 (2001)
- Chasing The Big Ones 11 (2001)
- Chasing The Big Ones 6 (2001)
- Chasing The Big Ones 7 (2001)
- Chasing The Big Ones 8 (2001)
- Chasing The Big Ones 9 (2001)
- Chocolate Oral Delights 1 (2001)
- Chocolate Oral Delights 2 (2001)
- Cream of the Crop (2001)
- Cumback Pussy 46 (2001)
- Cumback Pussy 47 (2001)
- Dirty Deeds Done Dirt Cheap 6 (2001)
- Down the Hatch 6 (2001)
- Down the Hatch 7 (2001)
- Fast Times at Deep Crack High 4 (2001)
- Freakazoids 1 (2001)
- Friends and Lovers 3: Dark Side (2001)
- Gangbang Auditions 6 (2001)
- Gangbang Auditions 7 (2001)
- Gangbang Girl 28 (2001)
- Gangbang Girl 30 (2001)
- Gangbang Girl 31 (2001)
- Gangland 25 (2001)
- Gangland 26 (2001)
- Gettin' Freaky With It 1 (2001)
- Gettin' Freaky With It 3 (2001)
- Ghetto Booty 2 (2001)
- Heavy Metal 2 (2001)
- In the Thick 4 (2001)
- Initiations 6 (2001)
- Initiations 8 (2001)
- Internally Yours 1 (2001)
- Lewd Conduct 10 (2001)
- Lewd Conduct 11 (2001)
- Lewd Conduct 12 (2001)
- Lex The Impaler 1 (2001)
- Linda Does Hollywood (2001)
- Little White Chicks... Big Black Monster Dicks 10 (2001)
- Little White Chicks... Big Black Monster Dicks 11 (2001)
- Little White Chicks... Big Black Monster Dicks 13 (2001)
- Live Bait 5 (2001)
- Live Bait 7 (2001)
- Nasty Nymphos 30 (2001)
- Nasty Nymphos 32 (2001)
- Nasty Nymphos 33 (2001)
- Naughty College School Girls 11 (2001)
- Naughty College School Girls 12 (2001)
- New Breed 6 (2001)
- Nikita Denise AKA Filthy Whore 1 (2001)
- Panochitas 10 (2001)
- Panochitas 8 (2001)
- Panochitas 9 (2001)
- Private Life of Silvia Saint (2001)
- Private XXX 14: Cum With Me (2001)
- Runaway Butts 1 (2001)
- Service Animals 2 (2001)
- Signature Series 5: Chloe (2001)
- Sluts of the Nyle 5: Interracial Sluts (2001)
- Soul Survivor (2001)
- Sugarwalls 35 (2001)
- Super Freaks 16 (2001)
- Teen Tryouts Audition 8 (2001)
- To Completion (2001)
- Too Nasty To Tame 1 (2001)
- Un-natural Sex 2 (2001)
- Up Your Ass 17 (2001)
- Up Your Ass 18 (2001)
- West Coast Thong Party (2001)
- Whack Attack 9 (2001)
- World Sex Tour 24 (2001)
- World Sex Tour 25 (2001)
- 2 on 1 11 (2002)
- 2 on 1 12 (2002)
- 2 on 1 14 (2002)
- Adult Video News Awards 2002 (2002)
- Ass Worship 2 (2002)
- Assiliciously Delicious 1 (2002)
- Babes in Pornland 5: Interracial Babes (2002)
- Balls Deep 4 (2002)
- Balls Deep 5 (2002)
- Balls Deep 6 (2002)
- Big and Bigger (2002)
- Black and White (2002)
- Black and White Passion 1 (2002)
- Black and White Passion 2 (2002)
- Black Bastard 12 (2002)
- Black Booty Cam 9 (2002)
- Black Pussy Search 4 (2002)
- Black Pussy Search 8 (2002)
- Booty Talk 29 (2002)
- Booty Talk 31 (2002)
- Booty Talk 34 (2002)
- Breakin' 'Em In 2 (2002)
- Butt Slam Fiesta (2002)
- Chasing The Big Ones 12 (2002)
- Chasing The Big Ones 13 (2002)
- Chasing The Big Ones 14 (2002)
- Chasing The Big Ones 15 (2002)
- Chasing The Big Ones 16 (2002)
- Cum Dumpsters 1 (2002)
- Cum Sucking Whore Named Aurora Snow (2002)
- Cum Sucking Whore Named Kacey (2002)
- Cumback Pussy Platinum 1 (2002)
- Deep Inside Sydnee Steele (2002)
- DNA 3: Deep 'n Ass (2002)
- Down the Hatch 8 (2002)
- Down the Hatch 9 (2002)
- Fetish 2: Are You Human (2002)
- Flesh Hunter 1 (2002)
- Fresh Meat 13 (2002)
- Fresh Meat 15 (2002)
- Gangbang Auditions 8 (2002)
- Gangbang Girl 32 (2002)
- Gangbang Girl 33 (2002)
- Gangbang Girl 34 (2002)
- Get Yo' Orgy On 2 (2002)
- Ghetto Booty 3 (2002)
- Ghetto Booty 4 (2002)
- Heavy Metal 3 (2002)
- Hotel O (2002)
- Hotel O 2 (2002)
- Initiations 10 (2002)
- Initiations 11 (2002)
- Initiations 12 (2002)
- Initiations 9 (2002)
- Iron Maidens 1 (2002)
- Joey Silvera's New Girls 1 (2002)
- Joey Silvera's New Girls 2 (2002)
- Lewd Conduct 14 (2002)
- Lex The Impaler 2 (2002)
- Liquid City 1 (2002)
- My Perfect 10's Again (2002)
- Nasty Nymphos 34 (2002)
- Nasty Nymphos 35 (2002)
- Nice Rack 9 (2002)
- Panochitas 11 (2002)
- Rocks That Ass 19: Cumming of Violet Blue (2002)
- Service Animals 7 (2002)
- Service Animals 8 (2002)
- Sugarwalls Sweetest (2002)
- Sweet Cheeks 1 (2002)
- Sweet Cheeks 2 (2002)
- Teri Weigel Untamed (2002)
- Unchained (2002)
- Up And Cummers 104 (2002)
- Up Your Ass 19 (2002)
- Up Your Ass 20 (2002)
- Voyeur 21 (2002)
- Voyeur 23 (2002)
- Women of Color 3 (2002)
- Women of Color 4 (2002)
- Women of Color 5 (2002)
- 100% Interracial 1 (2003)
- Adult Video News Awards 2003 (2003)
- Anal Princess (2003)
- Ass Cream Pies 1 (2003)
- Balls Deep 7 (2003)
- Black and White Passion 3 (2003)
- Black and White Passion 4 (2003)
- Black Bastard 2 (2003)
- Black Cravings 12 (2003)
- Black Dicks in White Chicks 6 (2003)
- Black on Black 5 (2003)
- Black on Black 6 (2003)
- Black Reign 1 (2003)
- Black Reign 2 (2003)
- Blue Rain (2003)
- Booty Talk 37 (2003)
- Brand New 2 (2003)
- Breakin' 'Em In 5 (2003)
- Busty Beauties 9 (2003)
- Chasing The Big Ones 17 (2003)
- Chasing The Big Ones 18 (2003)
- Chasing The Big Ones 19 (2003)
- Chasing The Big Ones 20 (2003)
- Chasing The Big Ones 21 (2003)
- Cum Sucking Whore Named Judy Star (2003)
- Cum Sucking Whore Named Kimberly (2003)
- Dangerous Curves (2003)
- Double Fucked (2003)
- Droppin' Loads 1 (2003)
- Eye Spy: Cassidey (2003)
- Fetish Circus (2003)
- Full Anal Access 2 (2003)
- Gangbang Auditions 10 (2003)
- Gangbang Auditions 9 (2003)
- Heavy Metal 4 (2003)
- Immature Encounters 5 (2003)
- Inari Vachs Exposed (2003)
- Interracial Erotica (2003)
- Interracial Lust 2 (2003)
- Invasian 1 (2003)
- Iron Maidens 2 (2003)
- Jet Black Booty (2003)
- Lex On Blondes 1 (2003)
- Lex Steele XXX 1 (2003)
- Lex Steele XXX 2 (2003)
- Lingerie 2 (2003)
- Manhammer 1 (2003)
- Me Luv U Long Time 4 (2003)
- New X-rated Sistas 2 (2003)
- New X-rated Sistas 3 (2003)
- Oral Adventures of Craven Moorehead 17 (2003)
- Oral Adventures of Craven Moorehead 19 (2003)
- Pop 1 (2003)
- Sport Fucking 1 (2003)
- Super Freaks Collection (2003)
- Superwhores 1 (2003)
- Top Guns 1 (2003)
- Tournante 1 (2003)
- World Sex Tour 28 (2003)
- Young Tight Latinas 4 (2003)
- Young Tight Latinas 5 (2003)
- 100% Interracial 4 (2004)
- Adult Video News Awards 2004 (2004)
- Ass Watcher 1 (2004)
- Best of Gangland 3: Lex vs. Mandingo (2004)
- Big Ass Party 1 (2004)
- Black Bastard 3 (2004)
- Black Reign 3 (2004)
- Black Reign 4 (2004)
- Black Reign 5 (2004)
- Booty Talk 58 (2004)
- Chasing The Big Ones 22 (2004)
- Chasing The Big Ones 23 (2004)
- College Invasion 6 (2004)
- Cum Sucking Whore Named Shyla (2004)
- Flesh Hunter 7 (2004)
- Gina Lynn's Dark Side (2004)
- He Said She Said (2004)
- Heavy Metal 5 (2004)
- Heavy Metal 6 (2004)
- Hood Hoppin' 1 (2004)
- Iron Head 1 (2004)
- Iron Head 2 (2004)
- Lex Steele XXX 3 (2004)
- Lex Steele XXX 4 (2004)
- Manhammer 2 (2004)
- Manhammer 3 (2004)
- Metal Up Your Ass (2004)
- Pole Position 1 (2004)
- Pole Position 2 (2004)
- Shaved Pussy (2004)
- Sinful Asians 2 (2004)
- Skeet Skeet Skeet (2004)
- Superwhores 2 (2004)
- Superwhores 3 (2004)
- Superwhores 4 (2004)
- Taboo 2 (2004)
- Tommi Rose Exposed (2004)
- Young Girls in Dark Territory 1 (2004)
- Young Girls in Dark Territory 4 (2004)
- Adult Video News Awards 2005 (2005)
- Best by Private 69: Ass to Mouth (2005)
- Black in Business 2 (2005)
- Black Reign 6 (2005)
- Black Reign 7 (2005)
- Brianna Loves Double Anal (2005)
- Brunettes Have More Anal Fun (2005)
- Bush Hunter 1 (2005)
- Chasing The Big Ones 27 (2005)
- Climaxxx TV 1 (2005)
- College Invasion 7 (2005)
- Cum Sucking Whore Named Belladonna (2005)
- Dominators 1 (2005)
- Dorm Room Gangbang 6 (2005)
- Ebony XXX 1 (2005)
- Ebony XXX 2 (2005)
- Fresh out the Box 1 (2005)
- Fresh out the Box 2 (2005)
- Gangbang Allstars (2005)
- Hole Collector 1 (2005)
- Hole Collector 2 (2005)
- I Love It Black 1 (2005)
- Iron Head 4 (2005)
- Iron Head 5 (2005)
- Iron Head 6 (2005)
- Iron Head 7 (2005)
- Lex Steele XXX 1 (new) (2005)
- Lex Steele XXX 5 (2005)
- Manhammer 4 (2005)
- Phetish Phantasy 1 (2005)
- Pole Position 3 (2005)
- Pole Position 4 (2005)
- Porn Stars 1 (2005)
- Raw Desire (2005)
- Ride Dat Black Pole (2005)
- Silverback Attack 1 (2005)
- Steele This Dvd (2005)
- Superwhores 1 Collector's Edition (2005)
- Superwhores 5 (2005)
- Top Guns 2 (2005)
- Top Guns 3 (2005)
- Top Guns 4 (2005)
- Voyeur's Favorite Blowjobs And Anals 9 (2005)
- Ass Takers 2 (2006)
- Best of Lex Vs Mandingo 2 (2006)
- Big Ass Party 2 (2006)
- Black Ho Express 10 (2006)
- Black Moon Risin 1 (2006)
- Black Moon Risin 2 (2006)
- Black Moon Risin 3 (2006)
- Black Moon Risin 4 (2006)
- Black Reign 8 (2006)
- Black Reign 9 (2006)
- Bush Hunter 2 (2006)
- Chasing The Big Ones: Favorite Size Queens: The Final Episode (2006)
- Climaxxx TV 2 (2006)
- Climaxxx TV 3 (2006)
- Cock Happy 1 (2006)
- Culos Gigantes 1 (2006)
- Dark Side of Marco Banderas 1 (2006)
- Ebony XXX 3 (2006)
- Ebony XXX 4 (2006)
- Fresh out the Box 3 (2006)
- Fresh out the Box 4 (2006)
- Fresh out the Box 5 (2006)
- Hitting It From Behind (2006)
- Indigo Noir (2006)
- Iron Head 8 (2006)
- Lex Steele XXX 6 (2006)
- Lexington Loves Vanessa Blue (2006)
- Nasty Universe 1 (2006)
- Nasty Universe 2 (2006)
- Nasty Universe 3 (2006)
- Nightstick Black POV 1 (2006)
- Nightstick Black POV 2 (2006)
- Phat Azz White Girls 21 (2006)
- Phetish Phantasy 3 (2006)
- Pole Position 5 (2006)
- Pole Position 6 (2006)
- Silverback Attack 2 (2006)
- Superwhores 6 (2006)
- Superwhores 7 (2006)
- Syrens Of Sex (2006)
- Tailgunners (2006)
- Tight Naughty Teens (2006)
- Top Guns 5 (2006)
- Top Guns 6 (2006)
- Best of Gangbang Auditions (2007)
- Big Ass Show (2007)
- Black Attack (2007)
- Black Moon Risin 5 (2007)
- Black Moon Risin 6 (2007)
- Black Moon Risin 7 (2007)
- Black Reign 10 (2007)
- Black Reign 11 (2007)
- Black Reign 12 (2007)
- Culos Gigantes 2 (2007)
- Culos Gigantes 3 (2007)
- Culos Gigantes 4 (2007)
- Cum In My Booty (2007)
- Cum Sucking Whore Named Monica Sweetheart (2007)
- Dark Side of Marco Banderas 2 (2007)
- Fresh out the Box 6 (2007)
- Fresh out the Box 7 (2007)
- Fresh out the Box 8 (2007)
- Hit Me with Your Black Cock (2007)
- Iron Head 9 (2007)
- Lex and His Women (2007)
- Lex On Blondes 2 (2007)
- Lex On Blondes 3 (2007)
- Lex Steele XXX 7 (2007)
- Lex Steele XXX 8 (2007)
- Lex Steele XXX 9 (2007)
- Manhammer 5 (2007)
- Manhammer 6 (2007)
- Manhammer 7 (2007)
- Nightstick Black POV 3 (2007)
- Nightstick Black POV 4 (2007)
- Pole Position 7 (2007)
- Some Like It Black (2007)
- Superwhores 8 (2007)
- Superwhores 9 (2007)
- Top Guns 7 (2007)
- Top Guns 8 (2007)
- Ass Out in Vegas (2008)
- Big Black Dicks Big Black Tits 3 (2008)
- Black Gangbangers 1 (2008)
- Black GangBangers 4 (2008)
- Black GangBangers 6 (2008)
- Black Moon Risin 8 (2008)
- Black Moon Risin 9 (2008)
- Black Reign 13 (2008)
- Black Reign 14 (2008)
- Bodacious Tits 3 (2008)
- Defend Our Porn (2008)
- Ebony XXX 5 (2008)
- Fresh out the Box 10 (2008)
- Fresh out the Box 11 (2008)
- Fusxion Fetish (2008)
- Juicy Latin Coochie 1 (2008)
- Lex On Blondes 4 (2008)
- Lex On Blondes 5 (2008)
- Lex Steele XXX 10 (2008)
- Lex The Impaler 3 (2008)
- Lex The Impaler 4 (2008)
- Manhammer 8 (2008)
- MILF Magnet 1 (2008)
- MILF Magnet 2 (2008)
- Monster Meat 6 (2008)
- Pole Position 8 (2008)
- Sex Inferno (2008)
- Superwhores 10 (2008)
- Superwhores 11 (2008)
- Superwhores 12 (2008)
- Superwhores 13 (2008)
- Weapons of Ass Destruction 6 (2008)
- White on Rice 1 (2008)
- Anal Junkies On Cock 1 (2009)
- Big Cock Chronicles 4: Having Fun with Lexington Steele (2009)
- Big Cock Chronicles 5: Lexington Steele Returns (2009)
- Big Phat Round White Booty (2009)
- Black Butthole Stretchers (2009)
- Black Listed 1 (2009)
- Black Moon Risin 10 (2009)
- Black Moon Risin 11 (2009)
- Black Reign 15 (2009)
- Breast Worship 2 (2009)
- Cougar Mammoth Cock Hunt (2009)
- Dark Side of Marco Banderas 3 (2009)
- Double Bubble White Booty 3 (2009)
- Ebony XXX 6 (2009)
- Fresh out the Box 12 (2009)
- Heavy Metal 7 (2009)
- Lex Steele XXX 11 (2009)
- Lex Steele XXX 12: All Latin Edition (2009)
- Lexington Loves Huge White Tits (2009)
- Man Of Steel (2009)
- MILF It Does A Boner Good (2009)
- MILF Magnet 3 (2009)
- MILF Magnet 4 (2009)
- MILF Magnet 5 (2009)
- Moms Who Love It Black (2009)
- Nightstick Black POV 5 (2009)
- Nightstick Black POV 6 (2009)
- Pole Position 9 (2009)
- Superwhores 14 (2009)
- Tiger Tamer (2009)
- Titty Sweat 2 (2009)
- Top Guns 9 (2009)
- Ahh Shit White Mama You Got Ass 7 (2010)
- Attack My Black Ass 2 (2010)
- Big Tits at School 10 (2010)
- Black Bootys Drippin' Hot Semen (2010)
- Black Listed 2 (2010)
- Black Reign 16 (2010)
- Brazilian Blonde Assfuckers (2010)
- Cream on My Black Pop 3 (2010)
- Desperate Blackwives 6 (2010)
- Ebony XXX 7 (2010)
- Face Off: Starr Vs. Banxxx (2010)
- Heavy Metal 8 (2010)
- Heavy Metal 9 (2010)
- I Love Gina 2 (2010)
- Invasian 4 (2010)
- Jet Fuel 3 (2010)
- Lex On Blondes 6 (2010)
- Lex On Blondes 7 (2010)
- Lex Steele XXX 13 (2010)
- Lex The Impaler 5 (2010)
- Lexington Loves Sophie Dee (2010)
- Mammoth Dick Brothers 1 (2010)
- Manhammer 9 (2010)
- Monster Dicks for Young Chicks 6 (2010)
- Nightstick Black POV 7 (2010)
- Once You Go Black 5 (2010)
- Rocco's Psycho Love 2 (2010)
- Sexual Blacktivity 2 (2010)
- Starlet Fever 3 (2010)
- Teen Monster Cock Worship (2010)
- This Ain't Avatar XXX (2010)
- Touch Me Tease Me (2010)
- Undercover Hung Black Lovers (2010)
- White Bootys Drippin' Hot Semen (2010)
- 1 Chick 2 Dicks (2011)
- Alexis Golden's Black Monster Cock Threesomes (2011)
- Asa Akira Is Insatiable 2 (2011)
- Black Booty (2011)
- Black Mother Fuckers 1 (2011)
- Black Reign 17 (2011)
- Boob Bangers 8 (2011)
- Boooty Shop (2011)
- Breast in Class 1: Naturally Gifted (2011)
- Cover Girls (2011)
- Double D Cup Cougars (2011)
- Flex Appeal 1 (2011)
- Housewives Gone Black 12 (2011)
- Housewives Gone Black 13 (2011)
- Interracial Relations (2011)
- Kelly Divine Is Buttwoman (2011)
- Kimberly Kane's Been Blackmaled (2011)
- L for London (2011)
- Lex Steele XXX 14 (2011)
- Lex The Impaler 6 (2011)
- Lex the Impaler 7 (2011)
- Lexington Loves Trina Michaels (2011)
- Mammoth Dick Brothers 2 (2011)
- MILF Magnet 6 (2011)
- Mom's Anal Gape Factory (2011)
- Monster Wet Anal Asses 1 (2011)
- My Little Sister Bangs Brothas (2011)
- Once You Go Black 6 (2011)
- Pole Position 11 (2011)
- POV Jugg Fuckers 4 (2011)
- Real Black Housewives of LA (2011)
- Sex Drive (2011)
- Strawberry Milk Juggs (2011)
- Stretched Ass (2011)
- Swallowed Alive (2011)
- Travel MILF's L.A. Adventure (2011)
- White Sluts Black Nuts 4 (2011)
- 142 Inches of Black Cock (2012)
- Alexis Ford Darkside (2012)
- Allie Haze's Been Blackmaled (2012)
- Avengers XXX: A Porn Parody (2012)
- Balls Deep Anal Nymphos (2012)
- Big Wet Tits 11 (2012)
- Black Owned 4 (2012)
- Black Romance: Straight from My Heart (2012)
- Bra Busters 3 (2012)
- Brother Load 3 (2012)
- Cougars: Size Matters (2012)
- Cuckold Sessions 14 (2012)
- Internal Damnation 5 (2012)
- Interracial Encounters (2012)
- Interracial Internal 1 (2012)
- Jada Stevens is Buttwoman (2012)
- Lisa Ann: Can't Say No (2012)
- Mammoth Dick Brothers 3 (2012)
- Massive Asses 6 (2012)
- Mommy's In The Hood 2 (2012)
- Mom's Black Fucking Diary (2012)
- Mom's Cuckold 10 (2012)
- Mom's Cuckold 11 (2012)
- Orgy Masters (2012)
- Parodies 2 (2012)
- Phat Ass White Booty 7 (2012)
- Porn's Top Black Models 3 (2012)
- Rear View 2 (2012)
- Remy 1 (2012)
- Sean Michaels' the Black Pack (2012)
- Spinners (2012)
- Star Wars XXX: A Porn Parody (2012)
- Super Anal Cougars 3 (2012)
- Too Big for Teens 10 (2012)
- Adult Insider 14 (2013)
- All-Star Anal Sluts 3 (2013)
- Anal Boot Camp 2 (2013)
- Avengers XXX 2: Along Came a Spider: An Axel Braun Parody (2013)
- Babysit My Ass 3 (2013)
- Best of Gangbang Auditions 5 (2013)
- Black Heat (2013)
- Black Owned 5 (2013)
- Bra Busters 4 (2013)
- Brother Load 4 (2013)
- Brother Load 5 (2013)
- Chasin' Big Black Dick (2013)
- Date With The Lexecutioner (2013)
- Diesel Dongs 29 (2013)
- Diesel Dongs 30 (2013)
- Dirty Rotten Mother Fuckers 6 (2013)
- Double Black Penetration (2013)
- Housewives Gone Black 15 (2013)
- Housewives of Lex Steele (2013)
- How to Train a Delinquent Teen 3 (2013)
- Internal Damnation 6 (2013)
- Interracial Internal 2 (2013)
- Iron Man XXX: An Axel Braun Parody (2013)
- Lex is a Motherfucker (2013)
- Lex Is A Motherfucker 2 (2013)
- Lex Likes 'Em Thick (2013)
- Lex Poles Little Holes (2013)
- Lex Turns Evil (2013)
- Lex vs. Lisa Ann (2013)
- Lex's Breast Fest (2013)
- Long Dong Black Kong 3 (2013)
- Mammoth Dick Brothers 4 (2013)
- Mo Ass and Azz Orgy (2013)
- Mom's Black Fucking Diary 2 (2013)
- My Daughter's Hairy Pussy (2013)
- Oil Overload 8 (2013)
- OMG My Mom's a Whore 3 (2013)
- Orgy Masters 2 (2013)
- Orgy Masters 3 (2013)
- Real Female Orgasms 16 (2013)
- Samantha Saint Is Completely Wicked (2013)
- Slutty and Sluttier 19 (2013)
- Up That White Ass 4 (2013)
- Wolverine XXX: A Porn Parody (2013)
- Anal Buffet 9 (2014)
- Dirty Rotten Mother Fuckers 7 (2014)
- Lex's Breast Fest 2 (2014)
- Orgy Masters 4 (2014)
- Super Anal Cougars 4 (2014)

### Regista
- Dirty Doc's Butt Bangers 3 (1994)
- Balls Deep 1 (2001)
- Balls Deep 2 (2001)
- Balls Deep 3 (2001)
- Black Bastard 1 (2001)
- Balls Deep 4 (2002)
- Balls Deep 5 (2002)
- Balls Deep 6 (2002)
- Initiations 10 (2002)
- Initiations 11 (2002)
- Initiations 12 (2002)
- Initiations 9 (2002)
- Iron Maidens 1 (2002)
- Women of Color 3 (2002)
- Women of Color 4 (2002)
- Women of Color 5 (2002)
- Balls Deep 7 (2003)
- Black Reign 1 (2003)
- Heavy Metal 4 (2003)
- Iron Maidens 2 (2003)
- Lex On Blondes 1 (2003)
- Lex Steele XXX 1 (2003)
- Lex Steele XXX 2 (2003)
- Manhammer 1 (2003)
- Superwhores 1 (2003)
- Top Guns 1 (2003)
- Black Reign 3 (2004)
- Black Reign 5 (2004)
- Heavy Metal 5 (2004)
- Heavy Metal 6 (2004)
- Iron Head 1 (2004)
- Iron Head 2 (2004)
- Lex Steele XXX 3 (2004)
- Lex Steele XXX 4 (2004)
- Manhammer 2 (2004)
- Manhammer 3 (2004)
- Pole Position 1 (2004)
- Pole Position 2 (2004)
- Superwhores 2 (2004)
- Black Reign 6 (2005)
- Black Reign 7 (2005)
- Lex Steele XXX 1 (new) (2005)
- Lex Steele XXX 5 (2005)
- Manhammer 4 (2005)
- Pole Position 3 (2005)
- Pole Position 4 (2005)
- Silverback Attack 1 (2005)
- Superwhores 1 Collector's Edition (2005)
- Superwhores 5 (2005)
- Black Reign 8 (2006)
- Black Reign 9 (2006)
- Ebony XXX 4 (2006)
- Lex Steele XXX 6 (2006)
- Nightstick Black POV 1 (2006)
- Nightstick Black POV 2 (2006)
- Pole Position 5 (2006)
- Pole Position 6 (2006)
- Silverback Attack 2 (2006)
- Top Guns 5 (2006)
- Top Guns 6 (2006)
- Black Reign 10 (2007)
- Black Reign 11 (2007)
- Black Reign 12 (2007)
- Lex On Blondes 2 (2007)
- Lex On Blondes 3 (2007)
- Lex Steele XXX 7 (2007)
- Lex Steele XXX 8 (2007)
- Lex Steele XXX 9 (2007)
- Nightstick Black POV 3 (2007)
- Nightstick Black POV 4 (2007)
- Pole Position 7 (2007)
- Black Reign 13 (2008)
- Black Reign 14 (2008)
- Lex On Blondes 4 (2008)
- Lex On Blondes 5 (2008)
- Lex Steele XXX 10 (2008)
- MILF Magnet 1 (2008)
- MILF Magnet 2 (2008)
- Pole Position 8 (2008)
- White on Rice 1 (2008)
- Black Reign 15 (2009)
- Ebony XXX 6 (2009)
- Heavy Metal 7 (2009)
- Lex Steele XXX 11 (2009)
- Lex Steele XXX 12: All Latin Edition (2009)
- Lexington Loves Huge White Tits (2009)
- MILF Magnet 3 (2009)
- MILF Magnet 4 (2009)
- MILF Magnet 5 (2009)
- Nightstick Black POV 5 (2009)
- Nightstick Black POV 6 (2009)
- Pole Position 9 (2009)
- Superwhores 14 (2009)
- Tiger Tamer (2009)
- Attack My Black Ass 2 (2010)
- Black Reign 16 (2010)
- Ebony XXX 7 (2010)
- Heavy Metal 8 (2010)
- Heavy Metal 9 (2010)
- Lex On Blondes 6 (2010)
- Lex On Blondes 7 (2010)
- Lex Steele XXX 13 (2010)
- Manhammer 9 (2010)
- Nightstick Black POV 7 (2010)
- Black Reign 17 (2011)
- Double D Cup Cougars (2011)
- Lex Steele XXX 14 (2011)
- Lexington Loves Trina Michaels (2011)
- MILF Magnet 6 (2011)
- My Little Sister Bangs Brothas (2011)
- Pole Position 11 (2011)
- Date With The Lexecutioner (2013)
- Housewives of Lex Steele (2013)
- Lex is a Motherfucker (2013)
- Lex Is A Motherfucker 2 (2013)
- Lex Likes 'Em Thick (2013)
- Lex Poles Little Holes (2013)
- Lex Turns Evil (2013)
- Lex vs. Lisa Ann (2013)
- Lex's Breast Fest (2013)
- Lex's Breast Fest 2 (2014)